# جاري كونواي
جاري كونواي (بالإنجليزية: Gary Conway)‏ هو كاتب سيناريو وممثل أمريكي، ولد في 4 فبراير 1936 ببوسطن في الولايات المتحدة.

## وصلات خارجية
- جاري كونواي على موقع IMDb (الإنجليزية)
- جاري كونواي على موقع ألو سيني (الفرنسية)
- جاري كونواي على موقع أول موفي (الإنجليزية)
- جاري كونواي على موقع قاعدة بيانات الأفلام السويدية (السويدية)
- جاري كونواي على موقع إن إن دي بي (الإنجليزية)
- جاري كونواي على موقع قاعدة بيانات الفيلم (الإنجليزية)
- جاري كونواي على موقع كينوبويسك (الروسية)